# حسن كندي درة سي (قشلاق الجنوبي)
حسن کندي درة سي (بالفارسية: حسن خان دره سی) هي مستوطنة تقع في إيران في قسم قشلاق الجنوبي الريفي (مقاطعة بيله سوار). يقدر عدد سكانها بـ 122 نسمة .